# Stare Bajki
Stare Bajki – wieś w Polsce położona w województwie podlaskim, w powiecie monieckim, w gminie Trzcianne. Leży nad rzeką Nereśl.
W latach 1975–1998 miejscowość administracyjnie należała do województwa łomżyńskiego.
W 2011 roku liczba ludności we wsi wynosiła 200 mieszkańców
Wierni kościoła rzymskokatolickiego należą do parafii św. Apostołów Piotra i Pawła w Trzciannem.